# Genussa famulata
Genussa famulata là một loài bướm đêm trong họ Geometridae.